# Брёре-ле-Фаверне
Брёре́-ле-Фаверне́ (фр. Breurey-lès-Faverney) — коммуна во Франции, находится в регионе Франш-Конте. Департамент — Верхняя Сона. Входит в состав кантона Пор-сюр-Сон. Округ коммуны — Везуль.
Код INSEE коммуны — 70095.

## География
Коммуна расположена приблизительно в 310 км к юго-востоку от Парижа, в 60 км севернее Безансона, в 15 км к северу от Везуля.
На севере коммуны протекает река Лантерн и её приток — небольшая река Крёзот (фр. Creusotte). Около половины территории коммуны занимают леса.

## Население
Население коммуны на 2010 год составляло 571 человек.
| 1962 | 1968 | 1975 | 1982 | 1990 | 1999 | 2010 |
| ---- | ---- | ---- | ---- | ---- | ---- | ---- |
| 434  | 372  | 367  | 420  | 510  | 509  | 571  |

## Администрация
| Период | Период | Фамилия       | Партия | Примечания |
| ------ | ------ | ------------- | ------ | ---------- |
| 1983   | 2011   | Жильбер Дюмон |        |            |
| 2011   | 2014   | Жан Маршаль   |        |            |

## Экономика
В 2010 году среди 371 человека трудоспособного возраста (15—64 лет) 271 были экономически активными, 100 — неактивными (показатель активности — 73,0 %, в 1999 году было 70,6 %). Из 271 активных жителей работали 243 человека (126 мужчин и 117 женщин), безработных было 28 (13 мужчин и 15 женщин). Среди 100 неактивных 28 человек были учениками или студентами, 44 — пенсионерами, 28 были неактивными по другим причинам.